# Brasil nos Jogos Pan-Americanos de Inverno de 1990
O Brasil competiu nos Jogos Pan-americanos de Inverno de 1990, disputado em Las Leñas, Argentina, e não conquistou nenhuma medalha. A delegação contou com 5 atletas.